# 민족통일민주쟁취민중해방투쟁위원회
민족통일민주쟁취민중해방투쟁위원회(民族統一民主爭取民衆解放鬪爭委員會), 약칭 삼민투(三民鬪)는 전국학생총연합(전학련) 산하의 학생운동 조직이었다. 설립 당시 위원장은 고려대학교 총학생회장 허인회였다.
1985년 서울 미국문화원 점거 농성 사건을 주도하였다. 미문화원 사건 진압 과정에서 제5공화국의 전두환 정권은 삼민투의 배후에 민주화추진위원회(민추위)와 민주화운동청년연합(민청련)이 있다고 조작하여 판을 키우고 동년 7월 18일까지 무려 86명을 수배, 그 중 63명을 검거, 56명을 구속, 13명에게 국가보안법을 적용했다. 이것을 삼민투 사건(三民鬪事件)이라고 한다.